# Sa Loan, Tháp Thành
Sa Loan (tiếng Trung: 沙湾市; bính âm: Shāwān Shì; Uyghur: ساۋەن ناھىيىسى‎, ULY:  Savən Nah̡iyisi, UPNY:  Saven Nahiyisi?) là một thành phố cấp huyện trực thuộc địa khu Tháp Thành, Châu tự trị dân tộc Kazakh - Ili (Y Lê), khu tự trị Tân Cương, Trung Quốc.

### Trấn
| - Tam Đạo Hà Tử (三道河子镇) - Tứ Đạo Hà Tử (四道河子镇) - Lão Sa Loan (老沙湾镇) - Ô Lan Ô Tô (乌兰乌苏镇) - An Tập Hải (安集海镇) | - Đông Loan (东湾镇) - Tây Qua Bích (西戈壁镇) - Liễu Mao Loan (柳毛湾镇) - Kim Câu Hà (金沟河镇) |

### Hương
- Thương Hộ Địa (商户地乡)
- Đại Tuyền (大泉乡)
- Bác Nhĩ Thông Cổ (博尔通古乡)